# Holorusia cressida
Holorusia cressida är en tvåvingeart som först beskrevs av Alexander 1953.  Holorusia cressida ingår i släktet Holorusia och familjen storharkrankar. Inga underarter finns listade i Catalogue of Life.